# خالد زكي
خالد زكي (22 فبراير 1950 -)، ممثل مصري حصل على بكاليورس المعهد العالي للفنون المسرحية  ، وجاءت انطلاقته الفنية في عام 1973، من خلال المشاركة في فيلم "مدرسة المراهقين" مع فؤاد المهندس وشويكار، شارك في العديد من الأعمال الدرامية سواء المسلسلات أو الأفلام ومن الأفلام التي شارك بالتمثيل فيها: طباخ الريس وفتح عينيك والشياطين العودة، و"عايشين للحب"، و"المنحرفون"، و"حبيبة غيري"، و"اذكريني"، ولعنة الزمن"، إلى جانب مسلسلي "الضباب"، و"طيور الصيف (مسلسل)".
تميز بأداء دور الشخصية القوية في كثير من أعماله ان لم يكن أغلبها وكان بعيد عن المبالغة أو الإسفاف في أعماله وقد اجاد كثيرا في تجسيده دور رجل الأمن أو المخابرات في فيلم السفارة في العمارة.
مارس في بداياته عدد من الرياضات منها: التنس والسباحة وكرة الطائرة والجمباز، ونال العديد من الجوائز، لكنه فضل التمثيل على الرياضة. 

## أعماله
- مسلسل المداح 3 2023
- مسلسل قوت القلوب 2 2020
- مسلسل قوت القلوب 2020
- مسلسل أنا شهيرة وأنا الخائن (2018)
- مسلسل القيصر (2016)
- مسلسل صاحب السعادة (2014)
- مسلسل اغتيال شمس 2010-شمس
- مسلسل الشهد والدموع
- مسلسل رياح الغدر
- الهروب من القفص (2009) (تحت الاعداد)
- أرواح هادئة (2009) (تحت الاعداد)
- من أطلق الرصاص علي هند علام (2008)
- طباخ الرئيس (2008)....
- ذكريات العام الماضي (2008)
- الشياطين 2007 الشخصية كمال
- وش إجرام (2006)
- مسلسل أحلام عادية2005
- فتح عينيك (2005)
- ملاكي إسكندرية (2005)
- السفارة في العمارة (2005)
- مشوار امرأة (مسلسل) (2004)
- الطارق (مسلسل)
- جماد من لحم (2002)
- إحنا اللى سرقنا الحرامية (فيلم) (1989)
- قاهر الزمن (فيلم) (1987)
- مسلسل الحب في حقيبة دبلوماسية (1987)
- مولود في الوقت الضائع (مسلسل 1988)
- القضية رقم 1 (فيلم) (1983)
- مع تحياتى لأستاذى العزيز (فيلم) (1981)
- طيور الصيف (1979)
- اذكريني (1978)
- مدرسة المراهقين (1973)
- الشاهد الأخرس (فيلم)
- فضحية في حارتنا
- حبيبي اصغر مني (فيلم)
- لعنة الزمن (فيلم)
- النجم الذي هوى (سهرة دراميه)
- الحب والظلال (سهرة درامية)
- قلوب صغيرة
- لعبة الايام 1996 (مسلسل)
- الانسة كاف (مسلسل)
- هوانم جاردن سيتي _الجزء الثاني_(مسلسل)
- قدر من الرومانسية (سهره تلفزيونيه)
- بدارة (مسلسل)
- مسلسل الضباب 1977
- وكيل النائب العام

## تكريمات
- الأردن: تكريم من مهرجان الأردن للإعلام بدورته الرابعة 2021[3]